# Bettina Ustrowski
Bettina Ustrowski (n. 27 iulie 1976, Berlin, RDG) este o înotătoare germană, medaliată olimpică. A participat la o ediție a Jocurilor Olimpice (1992) în care a câștigat o medalie de argint.

## Participări
Lista de mai jos prezintă principalele competiții la care a participat Bettina Ustrowski de-a lungul carierei.
- swimming at the 1992 Summer Olympics – women's 4 × 100 metre medley relay[*]